# Spencer Brown
Spencer Brown (* 23. März 2001) ist ein kroatisch-US-amerikanischer Leichtathlet, der sich auf den 110-Meter-Hürdenlauf spezialisiert hat seit 2022 für Kroatien startberechtigt ist.

## Sportliche Laufbahn
Erste Erfahrungen bei internationalen Meisterschaften sammelte Spencer Brown, der ein Studium an der University of Mississippi und später an der University of Minnesota absolvierte, bei den Balkan-Meisterschaften 2022 in Craiova, bei denen er in 14,66 s den sechsten Platz über 110 m Hürden belegte. 2025 wurde er bei der 2. Liga der Team-Europameisterschaft in Maribor in 13,91 s Sechster im A-Lauf über 110 m Hürden und belegte dann bei den Balkan-Meisterschaften in Volos in 14,08 s den siebten Platz.
2025 wurde Brown kroatischer Meister im 110-Meter-Hürdenlauf sowie Hallenmeister über 60 m Hürden.

## Persönliche Bestleistungen
- 110 m Hürden: 13,63 s (+1,1 m/s), 30. Mai 2025 in College Station
  - 60 m Hürden (Halle): 7,76 s, 8. Februar 2025 in Minneapolis